# Obelisc inacabat d'Assuan
L'obelisc inacabat és un obelisc inacabat que es troba a la regió nord de les pedreres de pedra de l'antic Egipte a Assuan, Egipte. Va ser estudiat en detall per Reginald Engelbach el 1922.
L'obelisc i la pedrera on es troba van ser inscrits a la Llista del Patrimoni Mundial de la UNESCO l'any 1979 juntament amb altres exemples de l'arquitectura de l'Alt Egipte, com a part dels "Monuments nubis d'Abu Simbel a Philae" (tot i que el lloc de la pedrera no era ni nubi, ni entre Abu Simbel i Philae).

## Història
La seva creació va ser possiblement ordenada per Hatshepsut (1508–1458 aC), possiblement per complementar el que més tard seria conegut com l'Obelisc del Laterà (que originalment es trobava a Karnak, i més tard es va portar al Palau del Laterà a Roma). L'obelisc inacabat és gairebé un terç més gran que qualsevol obelisc egipci que s'hagi erigit mai. Si hagués acabat, hauria mesurat uns 41.75 metres (137.0 ft) i hauria pesat prop de 1090 tones.
Els creadors de l'obelisc van començar a tallar-lo directament a la roca, però van aparèixer esquerdes al granit i el projecte va ser abandonat. La part inferior de l'obelisc encara està enganxada a la roca del llit.
A més de l'obelisc inacabat, l'any 2005 es va descobrir una base d'obelisc inacabada i parcialment treballada a les pedreres d'Assuan. També es van descobrir algunes talles rupestres i restes que poden correspondre al jaciment on es van treballar la majoria dels famosos obeliscs. Totes aquestes pedreres d'Assuan i els objectes inacabats són un museu a l'aire lliure i estan protegits oficialment pel govern egipci com a jaciment arqueològic.